# Альпійська хокейна ліга
Альпійська хокейна ліга — щорічні міжнародні хокейні змагання в Австрії, Італії, Словенії та Хорватії, які проводяться з 2016 року. У чемпіонаті беруть участь тринадцять клубів.

## Історія
Ліга заснована 21 травня 2016 року країнами Центральної Європи: Австрією, Італією, Словенією та Хорватією у результаті злиття Серії A та Міжнародної ліги. Серед засновників ліги національні федерації хокею Австрії, Італіії та Словенії. Основна мета ліги забезпечити високий рівень ліги та її фінансову життєздатність у довгостроковій перспективі. Крім того, ліга також заявила, що вона відкрита для команд з інших країн, включаючи Чехію, Німеччину та Словаччину.
Основним пріоритетом ліги є розвиток молодих гравців з країн-учасниць, кожна команда може підписати максимум чотирьох гравців не з країн-засновниць.

## Команди
У сезоні 2025–26 років в Альпійській лізі беруть участь 13 команд, з яких 7 команд з Італії, 4 з Австрії та по 1 команді з Хорватії та Словенії.
Австрія
- Брегенц
- Кіцбюель
- Ред Булл (юніори)
- Айсберен (Целль-ам-Зее)

Італія
- Азіаго
- Кортіна-д'Ампеццо
- Валь-Гардена
- Унтерланд Кавальерс
- Мерано
- Ріттен Спорт
- Віпітено Бронкос

Словенія
- Єсеніце

Хорватія
- Сисак

## Чемпіони
| Клуб                    | Титули | Сезони     |
| ----------------------- | ------ | ---------- |
| Ріттен Спорт            | 2      | 2017, 2024 |
| Азіаго                  | 2      | 2018, 2022 |
| Олімпія (Любляна)       | 2      | 2019, 2021 |
| Єсеніце                 | 1      | 2021       |
| Айсберен (Целль-ам-Зее) | 1      | 2025       |